# Enhypen
Enhypen (кор. 엔하이픈; яп. エンハイフン; романизация: Enhaipeun; стилизуется как ENHYPEN или EN-; читается как Энхайпен) — южнокорейский бойбенд, созданный Belift Lab, совместным предприятием развлекательных компаний CJ E&M и Hybe Corporation. Группа состоит из семи участников: Хисын, Джей, Джейк, Сонхун, Сону, Джонвон и Ни - Ки. Группа была сформирована в рамках реалити-шоу на выживание I-LAND. Дебют состоялся 30 ноября 2020 года с мини альбомом Border: Day One.

## Название
Название группы, Enhypen, было представлено в прямом эфире финального эпизода I-Land. Согласно этимологии, Enhypen получил свое название от символа Дефиса (-), это создает новые значения, включая «Связь, открытие и рост». Подобно тому, как дефис соединяет разные слова, чтобы открыть новые значения, Enhypen стремятся «объединиться, чтобы соединяться, открывать друг друга и расти вместе».

## История

### Пре-дебют: Формирование черезI-Land
14 мая 2020 года Mnet объявили о новом шоу на выживание, по результатам которого дебютирует новая мужская группа под совместным предприятием Big Hit Entertainment и CJ E&M Music — Belift Lab. Прослушивания начались в том же месяце в Сеуле, США, Тайване и Японии, среди прочего, для юношей-стажеров, родившихся в период с 1997 по 2006 года.
Шоу началось 26 июня, а 18 сентября в прямом эфире были объявлены результаты: по итогам голосования зрителей в состав группы вошли Джонвон, Джей, Джейк, Ники, Хисын, Сонхун. Седьмой участник, Сону, был выбран продюсерами шоу Рейном, Зико и Бан Ши-Хёком.

### 2020—2021: Дебют сBorder: Day One,Border: Carnivalи японский дебют

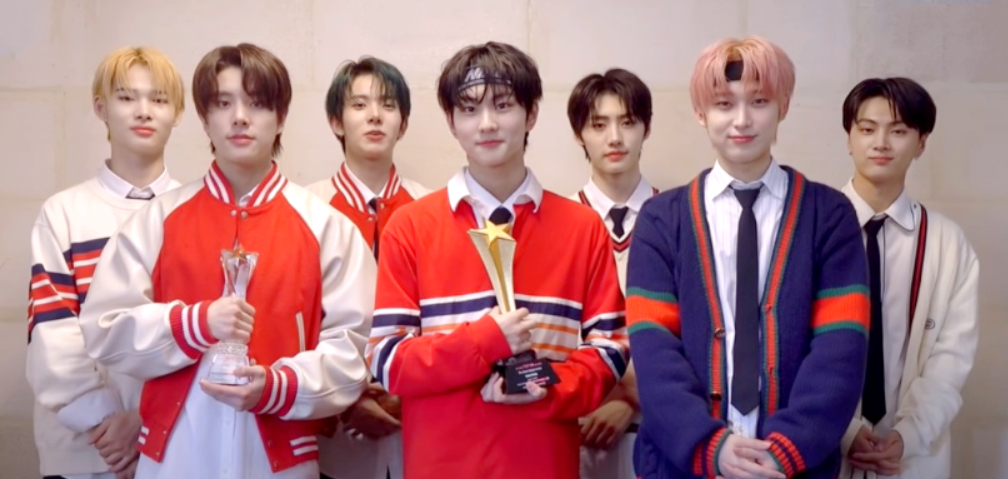
Enhypen в октябре 2021 года.

19 сентября были открыты официальные аккаунты группы, объявлен пре-дебютный промоушен и намечен дебют на ноябрь.
9 октября ENHYPEN объявили свое официальное название фан-клуба ENGENE, которое имеет два значения: во-первых, их фанаты — это «двигатели», которые позволяют им расти и продолжать работу, а во-вторых, фанаты — это «ген» ENHYPEN, поскольку они сами оба имеют одну и ту же ДНК, чтобы соединяться, открывать и расти вместе.
В полночь 22 октября был выпущен первый трейлер под названием «Choose-Chosen». За ним последовал второй трейлер под названием «Dusk-Dawn» 25 октября. 28 октября на Weverse ENHYPEN было опубликовано уведомление о предварительном заказе, подтверждающее, что 30 ноября группа дебютирует с дебютным мини-альбомом Border: Day One. 4 ноября было объявлено, что предварительные заказы на альбомы за два дня превысили 150 000 копий. В преддверии своего дебюта группа собрала большое количество подписчиков в всех социальных сетях, собрав более миллиона подписчиков. Мини-альбом Border: Day One и ведущий сингл «Given-Taken» были выпущены 30 ноября, дебютный шоукейс был проведён в тот же день.
4 декабря Enhypen официально дебютировали на Music Bank, где группа исполнила «Given-Taken». Мини-альбом дебютировал на второй строчке в южнокорейском чарте альбомов Gaon, продав 318 528 копий за один день и став самым продаваемым альбомом K-pop группы, дебютировавшей в 2020 году. Он также занял второе место в чарте альбомов Oricon с более чем 71 000 проданными копиями в Японии. В течение двух недель после дебюта группа взяла награду «Следующий лидер» на церемонии вручения наград The Fact Music Awards 2020. В феврале 2021 года Border: Day One получил платиновую сертификацию от Корейской ассоциации музыкального контента (KMCA), что дало группе их первую сертификацию в стране.
25 марта 2021 года Belift Lab объявили, что Enhypen вернутся в апреле. Трейлер под названием «Intro : The Invitation» был выпущен 5 апреля, объявив, что их вторая расширенная игра Border: Carnival. 8 апреля было объявлено, что предварительные заказы на альбом превысили 370 000 копий за три дня. До дня релиза предварительные заказы на альбом превысили 450 000 копий. Альбом был выпущен вместе с его ведущим синглом «Drunk-Dazed» 26 апреля. 4 мая группа получила свою первую в истории победу в музыкальном шоу на SBS MTV The Show. За этим вскоре последовали победы на Show Champion и Music Bank. Альбом дебютировал на первом месте в чарте альбомов Oricon, став первым хит-парадом группы в Японии, продав более 83 000 копий. 25 мая альбом дебютировал под номером 18 в чарте Billboard 200. Кроме того, Enhypen также заняли 18-е место в чарте Billboard Artist 100.
6 июля Enhypen дебютировали в Японии с синглом Border: Hakanai (яп. BORDER : 儚い), который включает в себя «Forget Me Not», которая является открывающей темой аниме Re-Main, и японские версии синглов «Given-Taken» и «Let Me In (20 Cube)».
29 июля Enhypen сотрудничали с компьютерным анимационным телесериалом Приключения Тайо, переделав тематическую песню «Hey Tayo» и выпустив новую песню под названием «Billy Poco».
25 августа 2021 года Belift подтвердили, что Enhypen вернутся в конце сентября. 2 сентября Belift объявили, что участники Хисын, Джей, Джейк, Сонхун и Джонвон получили положительный результат теста на COVID-19. 5 сентября у Ники также был положительный результат теста. 16 сентября Belift объявили, что они выздоровели и что их первый студийный альбом Dimension: Dilemma должен был выйти 12 октября с трейлером под названием «Intro: Whiteout», выпущенным 17 сентября. 23 сентября было объявлено, что количество предварительных заказов на альбом превысило 600 000 копий за шесть дней. К 7 октября количество предварительных заказов превысило 910 000 копий. После выхода 12 октября альбом занял первое место в чарте альбомов Oricon в Японии и Gaon в Корее.
19 октября 2021 года группа получила свою четвертую победу на музыкальном шоу на SBS MTV The Show с песней «Tamed-Dashed». За этим последовали победы на Show Champion и Music Bank. 25 октября Dimension: Dilemma дебютировала под номером 11 в Billboard 200, превзойдя свой предыдущий пик с Border: Carnival. Кроме того, Enhypen также вошли в Billboard Artist 100 под номером 12. По состоянию на ноябрь 2021 года первый студийный альбом группы был продан более 1,1 миллиона копий, что сделало его их первым в истории альбомом с миллионными продажами, и в декабре он был сертифицирован KMCA.
9 декабря Belift подтвердили, что Enhypen вернутся 10 января 2022 года с Dimension: Answer,  переиздание их первого студийного альбома Dimension: Dilemma. 20 декабря лейбл также подтвердил, что в феврале Enhypen выпустит оригинальную японскую песню «Always» в качестве темы для  дорамы NTV Мутябури! Даже не верится в то, что я стану президентом, который вышла в эфир 12 января 2022 года.

### 2022:Dimension: Answer, японские синглы иManifesto: Day 1

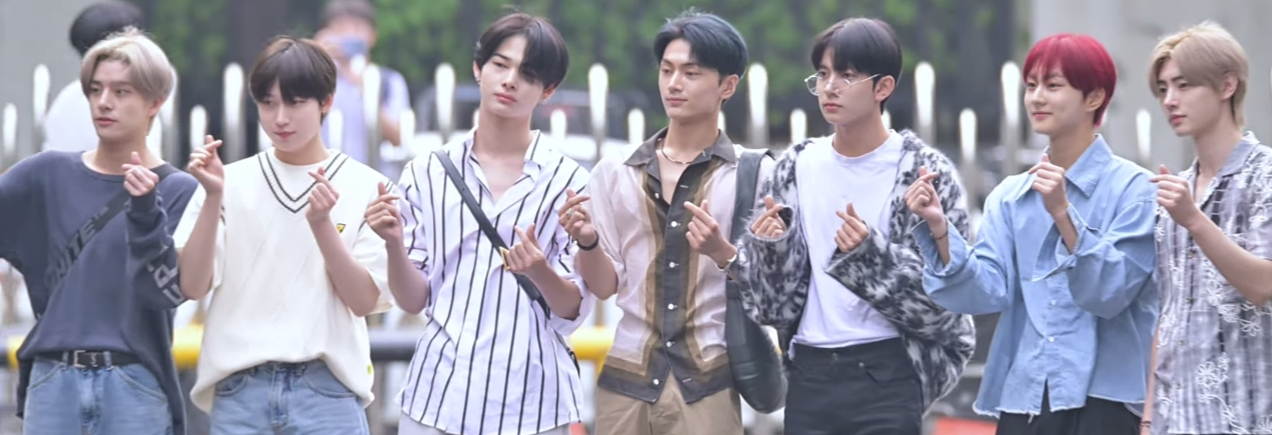
Группа в июне 2022 года.

8 января 2022 года стало известно, что количество предварительных заказов на Dimension: Answer превысило 630 000 копий. 19 января группа получила свою седьмую победу на музыкальном шоу  Show Champion с песней «Blessed-Cursed», за которой последовала победа на Music Bank 21 января. Трек стал первой песней группы, занявшей первое место в чарте загрузок Gaon, в то время как альбом достиг первого места как в чарте альбомов Gaon, так и в чарте альбомов Oricon, что сделало его третьим альбомом Enhypen подряд, возглавившим японские чарты. Группа также заняла третье место в топ-20 Billboard 200, а Dimension: Answer занял 13-е место в чарте и третье подряд первое место в Billboard World Albums.
16 января была выпущена первая часть новой вымышленной серии вебтун о группе под названием Темная Луна: Кровавый алтарь.
11 февраля Belift объявили, что у участника Сону положительный результат теста на COVID-19. 15 февраля Belift объявили, что Сону полностью выздоровел и вышел из карантина, возобновив деятельность 16 февраля.
Японский цифровой сингл «Always» был выпущен 22 февраля. Позже она появилась в трек-листе второго японского сингла Enhypen Dimension: senkō (Dimension: 閃光), который был доступен для предварительного заказа начиная с 22 февраля. Сингл был выпущен 3 мая и также включал японские версии «Tamed-Dashed» и «Drunk-Dazed». «Tamed-Dashed» стал первым номером группы в Billboard Japan Hot 100 с 386 142 проданными экземплярами за первую неделю. Сингл стал первым японским альбомом Enhypen, проданным тиражом более 300 000 копий по данным Oricon, что делает Enhypen пятым К-pop артистом, достигшим этого в течение одной недели после релиза.
14 июня Belift объявили, что Enhypen выпустят свой третьий мини-альбом Ma nifesto: Day 1 4 июля с трейлером под названием «Walk the Line», выпущенным в тот же день. Альбом стал их вторым альбомом, разошедшимся миллионным тиражом, и сделал их самой быстрой K-pop группой, выпустившей два таких альбома. 12 июля группа получила свою девятую победу в музыкальном шоу на канале SBS MTV The Show с песней «Future Perfect (Pass the Mic)»,  за которой последовали победы на Show  Champion и Music Bank.
В июле 2022 года было объявлено, что Enhypen отправятся в свое первое мировое турне, которое начнется в сентябре в Сеуле и закончится в Японии в ноябре. Также было подтверждено, что 12 августа они выпустят оригинальную песню «I Need The Light (구해줘)» в качестве темы для плейлиста и драмы Naver NOW Mimicus, которая выйдет в эфир 22 июля. 21 июля Belift объявили, что у участника Джея положительный результат теста на COVID-19; в тот же день лейбл подтвердил, что у участника группы Джейка также был положительный результат теста. 22 июля Belift подтвердили, что у участника Хисына также был выявлен положительный результат на COVID-19. 27 июля Belift объявили, что Джей и Джейк полностью выздоровели и закончили карантин, возобновив свою деятельность в тот же день. В 28 июля лейбл подтвердил, что Хисын также полностью выздоровел и закончил карантин, возобновив свою деятельность в тот же день.
12 августа Esquire Korea официально объявили, что Enhypen появится на обложке их сентябрьского номера за 2022 год. 15 августа Belift объявили, что Сону не будет участвовать в фан-встрече в тот же день из-за проблем со здоровьем. Два дня спустя, 17 августа, было объявлено, что Сону не сможет прилететь в Лос-Анджелес ради группывыступление на KCON. Команда высшей бейсбольной лиги Лос-Анджелес Доджерс объявили 18 августа, что группа сделает церемониальную первую подачу в их игре против Майами Марлинс на стадионе Доджер в Лос-Анджелесе, Калифорния, 19 августа. 24 августа лейбл объявил, что Сону выздоровел и возобновит свою деятельность в тот же день. 27 августа был выпущен тизер песни «One in a Billion» из официального саундтрека к вебтуну Темная луна: кровавый алтарь; премьера песни состоялась 3 сентября, а музыкальное видео и цифровой сингл были официально выпущены 6 сентября.
18 октября было объявлено, что первое мировое турне Enhypen продлится до января и февраля 2023 года с концертами на Филиппинах и в Таиланде. 26 октября на лейбле Universal Music Japan был выпущен первый японский студийный альбом Enhypen Sadame с девятью треками, а также японская версия «Polaroid Love» в качестве бонус-трека только для CD. Sadame также содержит оригинальную японскую песню «Make the Change», которая была выбрана в качестве заглавной песни для второго сезона японской дорамы Tokai TV и Fuji TV Лучшая бабуля Накадзима Харука, показ которой начался 8 октября. Песня была предварительно выпущена в цифровом формате 12 октября.
16 ноября было объявлено, что к мировому турне Enhypen были добавлены два концерта в Японии в Kyocera Dome в Осаке. 28 ноября песня «Zero Moment», исполненная участниками группы Хисын, Джеем и Джейком, была выпущена как часть тематических песен для ENA и корейская дорама Genie TV Летняя забастовка, которая вышла в эфир 21 ноября.

### 2023–н.в:Dark Blood, One and only, «結 -You»,Orange Blood
21 и 22 января 2023 года Enhypen провели свой первый двухдневный концерт с аншлагом в Kyocera Dome в рамках мирового тура Manifesto, что сделало их первыми K-pop артистами четвертого поколения, которые провели концерт в этом месте. Они также стали первой K-pop группой, продавшей три концерта подряд на арене Молл-оф-Азия на Филиппинах с 3 по 5 февраля, сделав это в рамках своего первого мирового турне.
14 апреля Belift подтвердили, что Enhypen выпустят свой четвертый мини-альбом в мае. Название альбома, Dark Blood, и дата его выхода 22 мая были обнародованы вместе с официальным трейлером логотипа 23 апреля. 23 мая южнокорейский чарт Hanteo объявил, что только за первый день было продано более 1,1 миллиона копий альбома, превысив продажи предыдущего мини-альбома Enhypen. Несмотря на двухнедельную задержку с отправкой в США, альбом стал пятым в списке лидеров группы. 10 место в чарте продаж лучших альбомов Billboard и их первое в истории попадание в пятерку лучших альбомов Billboard 200.
В конце июня серия видеоигр Покемон объявила о сотрудничестве с Enhypen в рамках проекта Pokémon Music Collective с новой песней под названием «One and Only», которая была выпущена 12 июля.
2 июля было объявлено, что Enhypen выпустят свой третий японский сингл You (結), предварительные заказы открылись в тот же день. Сингл, включающий японские версии «Bite Me» и «Bills», а также оригинальные японские песни «結 (You)» и «Blossom», был выпущен 5 сентября, а презентация в Японии состоялась 7 сентября.
15 октября Belift объявили, что Enhypen выпустят свой пятый мини-альбом, Orange Blood, 17 ноября, тизер логотипа был выпущен в тот же день, а предварительные заказы открылись на следующий день.
24 октября было объявлено, что второе мировое турне Enhypen продлится до января и февраля 2024 года с концертами на Тайване, Сингапуре, Китае и Филиппинах. 22 ноября было объявлено, что из-за спроса ко второму мировому турне Enhypen были добавлены еще два концерта в KSPO Dome в Сеуле 24 и 25 февраля 2024 года. 24 ноября группа получила свою тринадцатую победу в музыкальном шоу на канале KBS Music Bank с песней «Sweet Venom».

## Участники
Официально у участников группы отсутствуют позиции, кроме лидера и макнэ
| Сценический псевдоним | Настоящее имя | Дата рождения | Позиция в группе | Гражданство      |
| --------------------- | ------------- | ------------- | ---------------- | ---------------- |
| Jungwon               | Ян Джон Вон   | 09.02.2004    | Лидер            | Республика Корея |
| Heeseung              | Ли Хи Сын     | 15.10.2001    |                  | Республика Корея |
| Jay                   | Пак Чон Сон   | 20.04.2002    |                  | США              |
| Jake                  | Шим Дже Юн    | 15.11.2002    |                  | Австралия        |
| Sunghoon              | Пак Сонхун    | 08.12.2002    |                  | Республика Корея |
| Sunoo                 | Ким Сон У     | 24.06.2003    |                  | Республика Корея |
| Ni-ki                 | Рики Нисимура | 09.12.2005    | Макнэ            | Япония           |

## Дискография

### Студийные альбомы
| Название           | Дата выхода     | Язык      | Лейбл      |
| ------------------ | --------------- | --------- | ---------- |
| Dimension: Dilemma | 12 октября 2021 | корейский | Belift Lab |
| Romance: Untold    | 12 июля 2024    | корейский | Belift Lab |

### Мини-альбомы (EP)
| Название         | Дата выхода    | Язык      | Лейбл      |
| ---------------- | -------------- | --------- | ---------- |
| Border: Day One  | 30 ноября 2020 | корейский | Belift Lab |
| Border: Carnival | 26 апреля 2021 | корейский | Belift Lab |
| Dark Blood       | 22 мая 2023    | корейский | Belift Lab |
| Orange Blood     | 17 ноября 2023 | корейский | Belift Lab |
| Memorabilia      | 13 мая 2024    | корейский | Belift Lab |
| Desire: Unleash  | 5 июня 2025    | корейский | Belift Lab |

### Переиздания
| Название                   | Оригинальный альбом | Дата выхода    |
| -------------------------- | ------------------- | -------------- |
| Dimension: Answer          | Dimension: Dilemma  | 10 января 2022 |
| Romance: Untold –daydream- | Romance: Untold     | 11 ноября 2024 |

### Японские студийные альбомы
| Название | Дата выхода     | Язык     | Лейбл      |
| -------- | --------------- | -------- | ---------- |
| Sadame   | 26 октября 2022 | японский | Belift Lab |

## Фильмография

### Фильм
- Baby Shark's Big Movie! (Paramount+, 2023)

### Телевизионные шоу
- I-Land (Mnet, 2020)
- Playground (JTBC2, 2021)
- The Path We Take (SBS, 2022)
- Enhypen TV (Fuji TV, 2022)

### Онлайн-шоу
- Enhypen & Hi (YouTube, Weverse, Mnet, 2020—2021)
- EN-CORE'EN-CORE (YouTube, 2021–н.в)
- EN-O’CLOCK (YouTube, Weverse, V Live, 2021–н.в)
- The Mini Olympics (YouTube, 2021)
- EN-loG (YouTube, 2021–н.в)
- Smash. School (Smash app, 2021–2022)
- Backstage (YouTube, 2022)
- Mini Awards	(YouTube, 2022)
- EN-BTI (YouTube, 2022)
- Smash. Mystery	(Smash. app, 2022)
- So So Fun (YouTube, Weverse, 2022)
- K-Pop Generation (TVING, 2023)
- En-Drama (YouTube, 2024)

## Концерты и туры

### Мировые Туры
- 1st World Tour «Manifesto» (2022-2023)
- Fate World Tour (2023–2024)
- Fate Plus World Tour (2024)
- Walk The Line World Tour (2024-2025)

### Фан-митинг
- EN-CONNECT (6 февраля 2021)
- EN-CONNECT: COMPANION (19-20 ноября 2021)
- BYS x ENHYPEN Fun Meet in Manila (3 декабря 2022)

### Совместные концерты
- 2021 New Year’s Eve Live[55]
- 2022 Weverse Con
- 2022 KPOP.Flex in Germany
- 2024 Weverse Con

## Награды и номинации

### 2020
- The Fact Music Awards: «Next Leader Award» (Next Leader) — Победа
- Circle Chart Music Awards: New Artist of the Year (физический альбом) — BORDER: DAY ONE — Победа

### 2021
- Asia Artist Awards: Rookie of the Year; Best Artist (Singer Category) — Победы
- Mnet Asian Music Awards (MAMA): Best New Male Artist; Worldwide Fans’ Choice Top 10 — Победы; номинация
- Melon Music Awards: Global Rising Artist — Победа
- Golden Disc Awards: Rookie Artist of the Year — Победа
- Seoul Music Awards: Rookie of the Year — Победа
- Circle Chart Music Awards: World Rookie of the Year — Победа
- The Fact Music Awards: Artist of the Year (Bonsang) — Победа
- Hanteo Music Awards: Initial Chodong Record Award (за DIMENSION: DILEMMA) — Победа

### 2022
- Circle Chart Music Awards: Hot Performance of the Year — Победа
- Golden Disc Awards: Album Bonsang (DIMENSION: DILEMMA) — Победа
- Melon Music Awards: 1theK Global Icon — Победа
- MAMA Awards: Worldwide Fans’ Choice Top 10 — Победа
- Seoul Music Awards: Bonsang (Main Prize); Best Performance — Победы

### 2023
- Golden Disc Awards: Album Bonsang – MANIFESTO: DAY 1 — Победа
- Hanteo Music Awards: Artist of the Year (Bonsang) — Победа
- Circle Chart Music Awards: Hot Performance of the Year — Победа
- K‑Global Heart Dream Awards: Bonsang (Main Prize); Best Performance — Победы
- MAMA Awards: Worldwide Fans’ Choice Top 10; Bonsang (Major Prize) — Победы
- Japan Record Awards: Special International Music Award — Победа

### 2024
- Golden Disc Awards: Album Bonsang – Dark Blood — Победа
- Hanteo Music Awards: Artist of the Year (Bonsang) — Победа

### 2025
- Asia Star Entertainer Awards (Япония): Album of the Year (Daesang) – Romance: Untold; Top Touring Award; Platinum Award — Победы
- Golden Disc Awards: Album Bonsang – Romance: Untold; Global K‑pop Artist; Fans’ Choice with Nongshim Shin Ramyun — Победы

### Номинации на Daesang (высшая награда)
- Golden Disc Awards: Album Daesang (2022, 2023, 2024, 2025) — Номинации